# Mariusz Roeder
Mariusz Andrzej Roeder (ur. 1 listopada 1944 w Terebeli, zm. 11 października 2013 w Koszalinie) – polski działacz partyjny i państwowy, prawnik, w latach 1986–1990 wicewojewoda słupski.

## Życiorys
Syn Mariusza i Apolonii. Ukończył studia prawnicze i uzyskał uprawnienia radcy prawnego. W 1963 wstąpił do Polskiej Zjednoczonej Partii Robotniczej. Pracował m.in. jako dyrektor Państwowego Gospodarstwa Rolnego w Malczkowie. W latach 80. był pomysłodawcą postawienia 4-metrowego Pomnika Ziemniaka przy Stacji Hodowli Ziemniaka w Biesiekierzu, który jest największą tego typu konstrukcją na świecie i stanowi upamiętnienie wyhodowania 9 nowych odmian tej rośliny. Od września 1986 do stycznia 1990 był członkiem egzekutywy Komitetu Wojewódzkiego PZPR w Słupsku, w tym okresie zajmował także stanowisko wicewojewody słupskiego. W późniejszych latach praktykował jako radca prawny, został też założycielem i członkiem prezydium Stowarzyszenia Polska-Estonia.
Zmarł 11 października 2013 i został pochowany na Cmentarzu Komunalnym w Koszalinie.